# 12473 Levi-Civita
12473 Levi-Civita este un asteroid din centura principală de asteroizi.

## Descriere
12473 Levi-Civita este un asteroid din centura principală de asteroizi. A fost descoperit pe 10 februarie 1997 la Prescott de Paul G. Comba. Asteroidul prezintă o orbită caracterizată de o semiaxă mare de 2,68 ua, o excentricitate de 0,17 și o înclinație de 13,5° în raport cu ecliptica.